# Универзитет Алберт Лудвигс
Универзитет „Алберт Лудвиг“ је један је од најстаријих и најугледнијих немачких и западноевропских високошколских установа. Налази се у граду Фрајбургу, у области Брајзгау, у савезној држави Баден-Виртемберг.
Универзитет је основан 1457. године. У свом саставу је тада имао четири факултета: теологија, филозофија, медицина и право. Снажан импулс његовом развоју дао је већ Еразмо Ротердамски, који је у периоду од 1529-1535 живео у Фрајбургу и предавао на Универзитету. Пратећи бурну историју региона у коме се налази и сам Универзитет је пролазио кроз периоде интензивног развоја и деловања и периоде тешкоћа које су у време између 1686. и 1698. условиле и привремено измештање Универзитета изван града Фрајбурга.
Деветнаести век је век у коме Универзитет доживљава интензиван развој. Студентска популација почиње нагло да расте, а 1899. фрајбуршки универзитет постаје прва немачка високошколска институција која је почела да прихвата женске студенте. 
Двадесети век даје Универзитету необичан полет који ће оставити трајан утицај на његово место и перцепцију у светској академској и научној јавности. 
Непосредно након Првог светског рата Едмунд Хусерл постаје предавач на одсеку за филозофију. Почетком века Мартин Хајдегер, један од несумњиво најзначајнијих филозофа двадесетог века, најпре студира на овом универзитету да би нешто касније на њему и сам постао професор а касније и ректор. 
Не само у сфери филозофије, из које наведени мислиоци долазе, већ и у другим областима почињу да се нижу истакнута имена која су за универзитет у Фрајбургу везана било као његови студенти или као професори: Адолф Вагнер (економиста), Георг фон Белов (историчар), Карл фон Амира (правник) и др. Најзначајнији историчар уметности двадесетог века, Ервин Панофски, студирао је и 1914. стекао докторат управо на овом немачком универзитету. Од осталих имена која су остала записана у светској научној и културној историји ту су још и Карл Јасперс, Емануел Левинас, Херберт Маркузе, Никлас Луман, Макс Вебер, Конрад Аденауер, кардинал Леман и други. Универзитет у Фрајбургу је непосредно пре обележавања јубилеја 550 година постојања (2007) добио и најмлађег доктора хуманистичких наука. Са свега 26 година, Давор Џалто, из Београда, стекао је докторат на Филозофском Факултету Универзитета у Фрајбургу.
Састављајући ранг-листу европских универзитета, Европска комисија доделила је универзитету у Фрајбургу шесто место у Европи и друго место у Немачкој.
У прилог академској изузетности фрајбуршког универзитета иде и чињеница да је чак 17 Нобелових награда отишло бившим студентима и/или професорима Алберт-Лудвиг универзитета, и то из области хемије, медицине, физике и економије.
Данас је студентска популација већа од 22000. Међу академцима у Фрајбургу су студенти из практично свих региона света, почев од Европе, преко Азије, Африке, Аустралије, до Северне и Јужне Америке. Поред библиотека које се налазе у саставу сваке студијске групе и сваког факултета појединачно, студентима су на располагању и библиотеке градских установа као и Универзитетска библиотека која броји око 5 милиона наслова.
Мото Универзитета у Фрајбургу је "Die Wahrheit wird euch frei machen" (Истина ће вас ослободити)